# Choetospilisca tabida
Choetospilisca tabida är en stekelart som först beskrevs av Charles Joseph Gahan 1946.  Choetospilisca tabida ingår i släktet Choetospilisca och familjen puppglanssteklar. Inga underarter finns listade i Catalogue of Life.